# 诚毅广场站
诚毅广场站（廈門話：/siŋ˨˩ ɡi˧˧ kɔŋ˥˥ tiũ˧˥/）位于中华人民共和国福建省厦门市集美区海翔大道与诚毅大街交叉口地下，是厦门轨道交通1号线的地铁车站。2017年12月31日投入运营。

## 车站结构
诚毅广场站为地下二层车站，车站建筑面积为11200平方米。车站地下一层为站厅层；地下二层为1号线站台层，岛式站台。
| 地面层   | 出入口                               | 出入口                         |
| 地下一层 | 站厅                                 | 票务服务、客服中心、进出站闸机 |
| 地下二层 | 北行                                 | 1 往岩内方向 （集美软件园）    |
| 地下二层 | 岛式站台，列车运行方向左侧的车门开启 |                                |
| 地下二层 | 南行                                 | 1 往镇海路方向 （官任）        |